# Ветришоаја (Васлуј)
Ветришоаја (рум. Vetrişoaia) насеље је у Румунији у округу Васлуј у општини Ветришоаја. Oпштина се налази на надморској висини од 25 m.

## Становништво
Према подацима из 2002. године у насељу је живело 3507 становника, од којих су сви румунске националности.

### Хронологија
| Година       | 1992 | 1993 | 1994 | 1995 | 1996 | 1997 | 1998 | 1999 | 2000 | 2001 | 2002 | 2003 | 2004 | 2005 | 2006 | 2007 | 2008 | 2009 | 2010 | 2011 | 2012 | 2013 | 2014 | 2015 | 2016 | 2017 |
| ------------ | ---- | ---- | ---- | ---- | ---- | ---- | ---- | ---- | ---- | ---- | ---- | ---- | ---- | ---- | ---- | ---- | ---- | ---- | ---- | ---- | ---- | ---- | ---- | ---- | ---- | ---- |
| Становништво | 4069 | 3959 | 3886 | 3833 | 3958 | 3988 | 3955 | 3934 | 3900 | 3873 | 3840 | 3770 | 3734 | 3709 | 3689 | 3630 | 3589 | 3535 | 3483 | 3449 | 3380 | 3327 | 3278 | 3212 | 3178 | 3143 |